# Iván László (unitárius lelkész)
Iván László, szül. Jancsi László (Budapest, 1900. július 27. – Budapest, 1938. május 7.) unitárius lelkész, vallástanár, hitoktató, szakíró, az Unitárius Irodalmi Társaság tagja, az Unitárius Értesítő szerkesztője. 

## Életútja
Szülei Jancsi Mihály és Nyers Róza voltak. Nem sokkal születését követően, 1901-ben Újpestre költöztek és itt élte le egész életét a családi házukban. Elemi iskoláit az újpesti Könyves Kálmán állami fiú gimnáziumban végezte. A római katolikus családba született fiatal már 17 éves korában élénken érdeklődött a vallási igazságok iránt. Figyelme és érdeklődése az unitárius vallás felé fordult, azonban az első világháború megakadályozta, hogy Kolozsváron beiratkozzon az unitárius teológiára, ehelyett édesapja beíratta a budapesti Pázmány Péter Tudományegyetemre, amelyet elvégzett. 
Egyetemi tanulmányai idején 1921-ben lelkiismerete szavára hallgatva áttért az unitárius vallásra. Annak érdekében, hogy álmát valóra válthassa, 1922 végén beiratkozott a Kolozsvári Unitárius Teológiai Akadémiára. Lelkészképesítő oklevelét 1925-ben szerezte meg. Nem vállalt lelkészi szolgálatot, hiszen minden álma a tanítás volt, az ifjúság vallásos nevelése és oktatása.

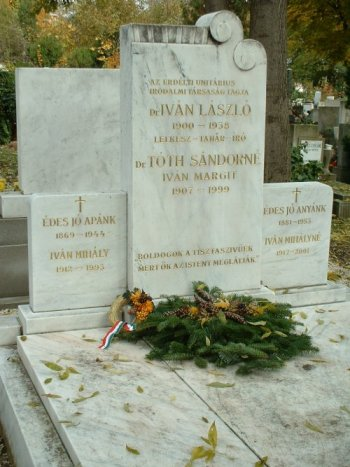
Az Iván család sírja a Farkasréti temetőben

1927-ben Józan Miklós püspöki helynök kinevezte az Unitárius Egyház hitoktató lelkészének Budapestre. Az ifjúsággal való még eredményesebb foglalkozása érdekében a Trefort utcai mintagimnáziumban megszerezte a megfelelő pedagógiai gyakorlatot, és 1929-ben pedagógiai vizsgát tett és középiskolai tanári oklevelet kapott. Doktori fokozatot a Pázmány Péter Tudományegyetemen szerzett 1931-ben. Dolgozatának címe: „A misztikus intuíció”.
Aktívan bekapcsolódott a budapesti ifjúság nevelésébe, ifjúsági Istentiszteleteket tartott, oktatta a fiatalokat az unitárius vallás igazságaira. Lelki vezetője volt a 345. sz. János Zsigmond Unitárius Cserkészcsapatnak. A Brassai Sámuel Ifjúsági Egyesületnek az alelnöke volt, mely egyesülettel 1923-ban részt vett a hollandiai Sleenben tartott első nemzetközi ifjúsági találkozón. Gazdag irodalmi munkásságot hagyott maga után, mely megjelent az Unitárius Értesítőben, Unitárius Közlönyben, valamint külön füzetekben is, „Mai füzetek” címen. 
Batthyány Ilona grófnőt a családja kérésére három unitárius lelkész: Barabás István, Iván László és Pethő István búcsúztatta a Kerepesi Úti Batthyány mauzóleumban.
Józan Miklós püspöki helynök így jellemezte: „Bibliás ember volt. Benne élt annak légkörében”.
Orbók Attila részletesen megemlékezett Iván Lászlóról halálának ötvenedik évfordulóján.
1938. május 7-én hunyt el, fiatalon, és a Farkasréti temetőben helyezték örök nyugalomra. Ferencz József püspök fájdalmasan részletezte, hogy mekkora veszteség az unitárius egyháznak, amikor ilyen fiatalon elveszítjük azt a lélekarcot, amely Iván Lászlót jellemezte.

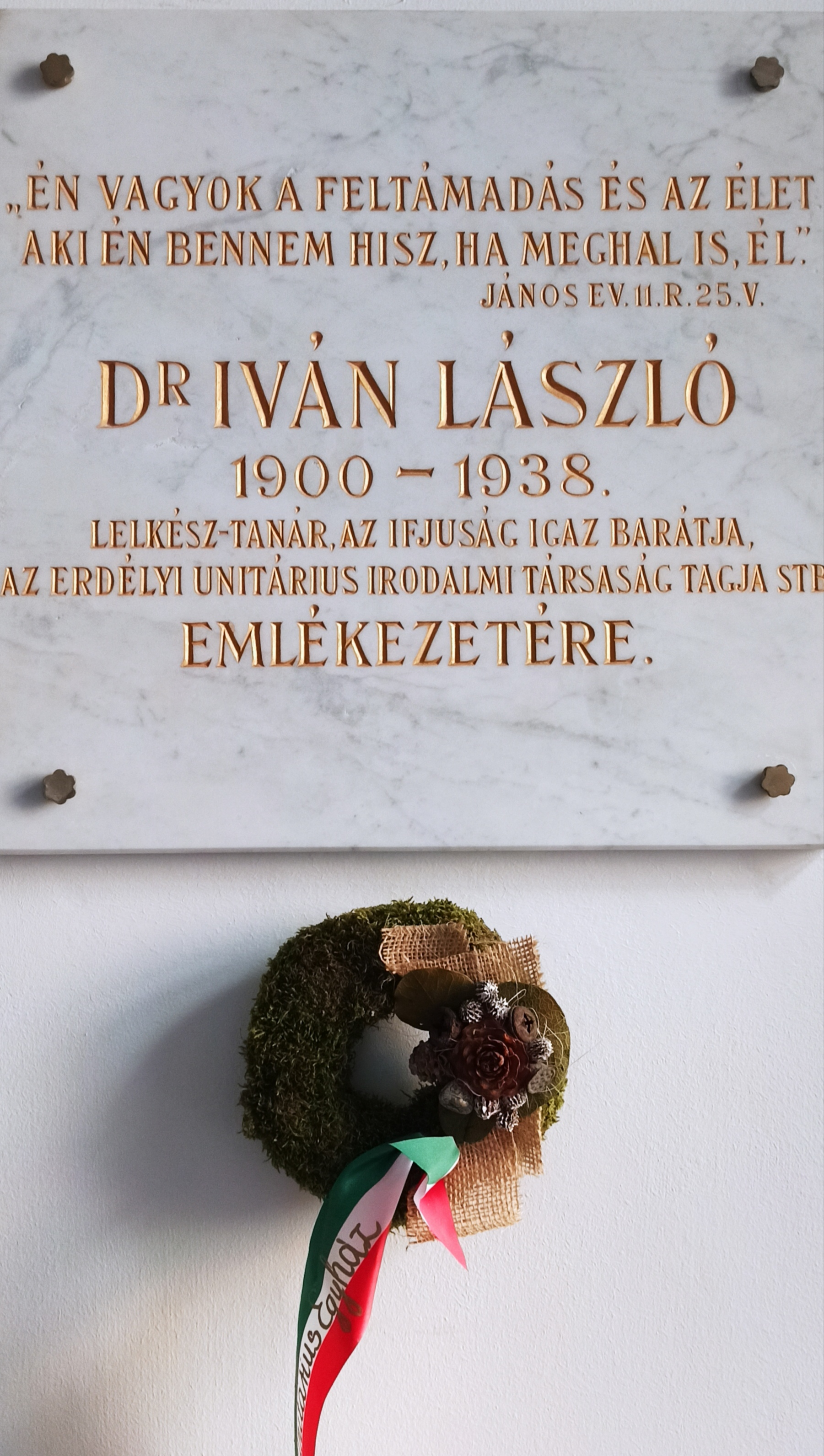
Dr. Iván László emléktáblája a Budapesti Unitárius Egyházközség templomához vezető lépcsőház falán

## Munkássága
Megjelent könyvei, tanulmányai olvashatók az Unitárius Tudástárban, valamint számos cikke és írása elérhető a Keresztény Magvetőben.
Nagyobb dolgozatai és önálló művei: 
- A misztikus intuíció (Budapest, 1931.)
- Világnézetünk válsága és a vallási igazság (Kolozsvár, 1932.)
- Régi igazságok új köntösben (1. és 2. füzet) (Kolozsvár. 1932–33.)
- Isten felé (Kolozsvár. 1933.)
- Hit vagy kritika (Keresztény Magvető 1934.).
- Az én unitárizmusom (Keresztény Magvető, 1934.).
- Az unitárius ifjúság szerepe a többi keresztény ifjúság soraiban (Kolozsvár, 1934.)
- A vallási és nemzeti eszme (Újpest, 1934.)
- Dávid Ferenc arca a szellemtudományi lélektan tükrében (Kolozsvár, 1935.)
- Protestantizmus és unitárizmus (Kolozsvár, 1936.)
- Korunk lelki válsága (Igaz Látó álnévvel). (Budapest, 1936.) [9]